# موسم نادي نيويورك سيتي 2020
كان موسم نيو يورك سيتي ف س هو الموسم السادس للنادي من المنافسة والسادس في الدرجة الأولى لكرة القدم الأمريكية، الدوري الأمريكي لكرة القدم . عادة ما يلعب نادي نيويورك سيتي مبارياته على أرضه في ملعب يانكي في حي ذا برونكس بمدينة نيويورك.  ومع ذلك، شهد أن يلعب النادي موسم 2020 م ل س عديد من مبارياته على أرضه في ريد بول أرينا في هاريسون، نيو جيرسي بسبب تضارب المواعيد في كل من ملعب يانكي وسيتي فيلد بالإضافة إلى إجراءات فصل الشتاء خلال دوري أبطال الكونكاكاف 2020 والتي لم يكن من الممكن تجنبها.